# 21. Waffen-Gebirgs-Division der SS "Skanderbeg"
La 21te Waffen-Gebirgs-Division der SS Skanderbeg fu costituita nel 1944 principalmente con volontari albanesi provenienti dall'Albania e dal Kosovo, a cui successivamente furono aggregati qualche centinaio di marinai provenienti dagli esuberi della Kriegsmarine.

## Storia
Nel 3 settembre 1943, l'Italia capitolò segnando un armistizio con le forze alleate. I tedeschi furono quindi costretti ad occupare il territorio albanese a causa del collasso delle truppe italiane in Albania. I tedeschi spedirono la centesima Jäger-Division dalla Grecia e la 297ª divisione di fanteria dalla Serbia ad occupare l'Albania. Queste truppe erano state organizzate nel XXI corpo d'armata di montagna sotto il comando del generale Paul Bader.
In seguito all'occupazione da parte delle truppe tedesche, si rese necessario il reclutamento di forze addizionali composte da albanesi al fine garantire il controllo del territorio e il contrasto di eventuali attacchi da parte di truppe partigiane. A questo proposito venne creata la 21. Waffen-Gebirgs-Division der SS Skanderbeg e a partire dal 1944, il reclutamento di uomini iniziò sotto la direzione del partito nazista albanese il quale venne creato grazie agli sforzi di Ernst Kaltenbrunner.
Agendo su istruzioni del Reichsführer SS Heinrich Himmler, l'ufficio principale delle SS ordinò la formazione di una divisione di montagna volontaria albanese il 17 aprile 1944.
L'alto comando delle SS progettava di creare una divisione da montagna di 10.000 uomini. Il Comando Superiore delle SS e della Polizia in Albania, in collaborazione con il Comitato Nazionale Albanese, elencò 11.398 possibili reclute per la divisione da montagna delle Waffen SS. La maggior parte di queste reclute erano albanesi del Kosovo.
La Divisione Skanderbeg è stata formata e addestrata in Kosovo ed era composta principalmente da albanesi-kosovari di fede mussulmana. Erano stati reclutati anche volontari provenienti dal nord dell'Albania e un numero ristretto di albanesi provenienti dal sud.
Il primo comandante della divisione Skanderbeg fu SS Brigadeführer Generalmajor delle Waffen SS Josef Fitzhum, che comandò la divisione da aprile a giugno 1944. Dopo il 20 luglio Fitzhum fu nominato comandante supremo in Albania. A giugno, SS Stardentenführer August Schmidhuber fu nominato comandante di divisione, un incarico che mantenne fino all'agosto 1944. Il 21 giugno 1944, Schmidhuber fu promosso SS Oberführer e più tardi durante la guerra, sarebbe stato promosso a SS Brigadeführer.

## Comandanti
- SS-Brigadeführer August Schmidhuber (1º maggio 1944 - 20 gennaio 1945)

## Ordine di battaglia
- Waffen-Gebirgsjäger-Regiment der SS 50 (albanisches nr. 1) (I. - III.)
- Waffen-Gebirgsjäger-Regiment der SS 51 (albanisches nr. 2) (I. - III.)
- Waffen-Gebirgs-Artillerie-Regiment der SS 21 (albanisches nr. 1) (I.-IV.)
- SS-Gebirgs-Aufklärungs-Abteilung 21
- SS-Sturmgeschütz-Abteilung "Skanderbeg"
- SS-Gebirgs-Panzerjäger-Abteilung 21
- SS-Gebirgs-Pionier-Bataillon 21
- SS-Gebirgs-Nachrichten-Abteilung 21
- SS-Sanitäts-Abteilung 21
- SS-Wirtschafts-Bataillon 21
- SS-Divisionstruppen 21
- SS-Gebirgs-Feldersatz-Bataillon 21